# Peggy and the Law
Peggy and the Law è un cortometraggio muto del 1916 diretto da George Ridgwell.

## Produzione
Il film fu prodotto dall'Independent Moving Pictures Co. of America (IMP).

## Distribuzione
Distribuito dall'Universal Film Manufacturing Company, il film - un cortometraggio in una bobina - uscì nelle sale cinematografiche USA il 27 giugno 1916.